# 中华艺术宫
中华艺术宫（上海美术馆），是位于中华人民共和国上海市浦东新区的一座艺术博物馆，坐落于原2010年上海世博会中国馆，其前身是创建于1956年的上海美术馆，於2012年10月1日迁至现址，及挂牌为中华艺术宫。博物馆以收藏中国近现代美术作品为主，藏品超过1.4万件，总建筑面积达16万平米，展示面积达6.4万平方米，拥有27个展厅。

## 历史沿革

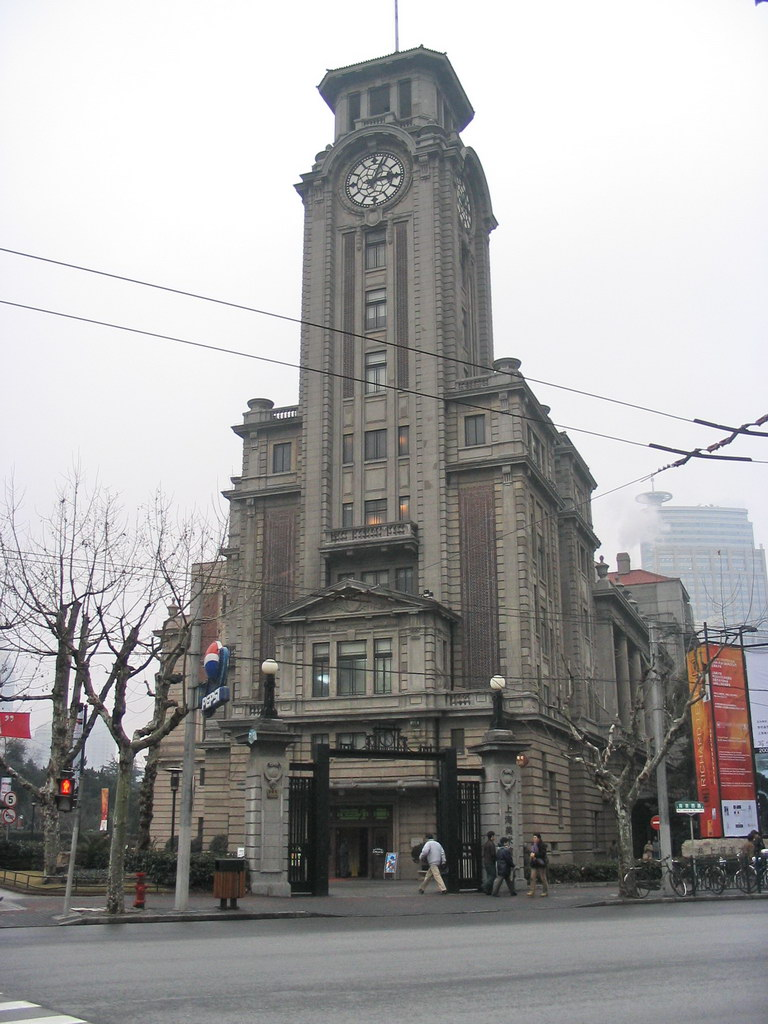
南京西路325号
上海美术馆原址

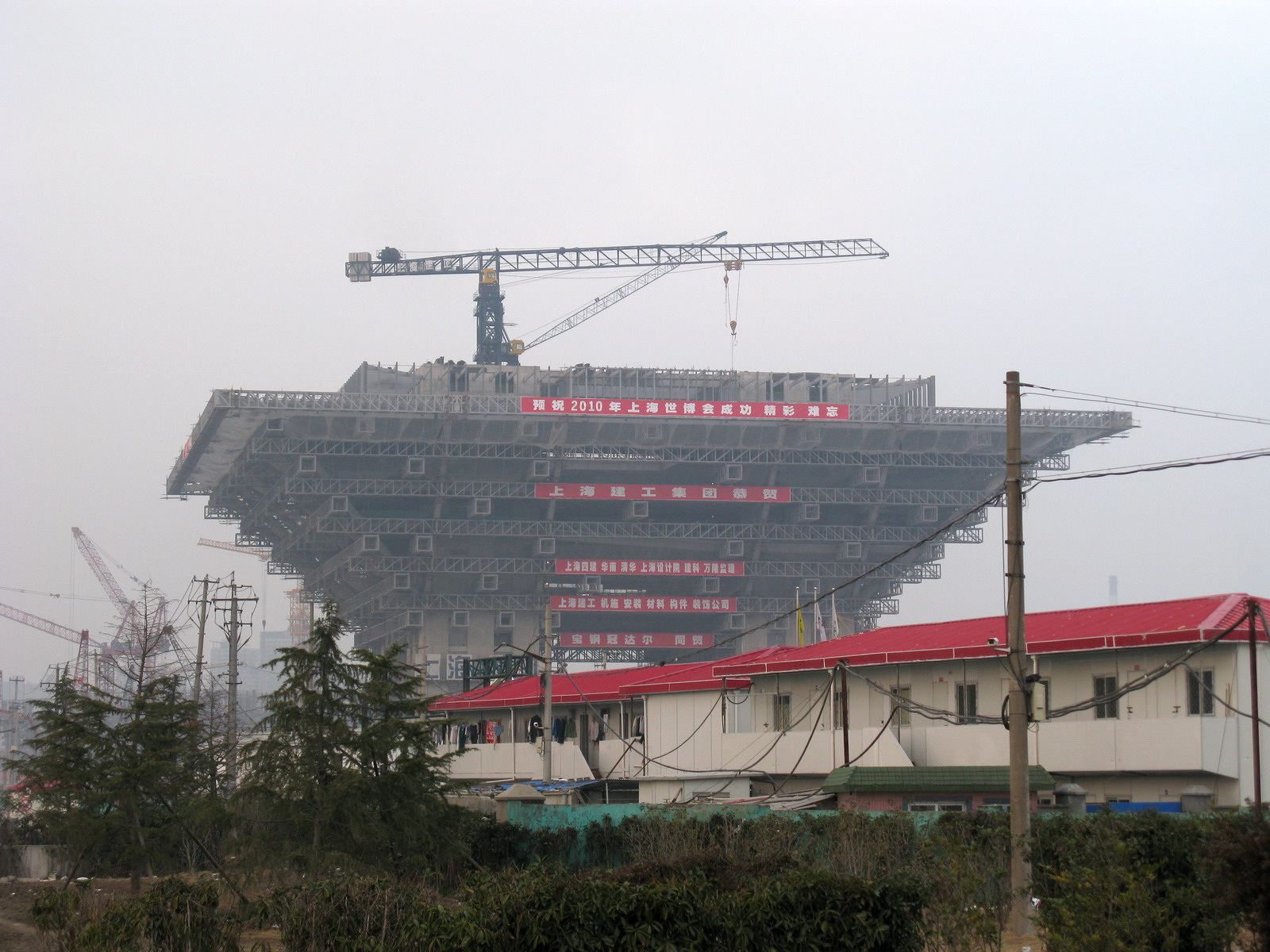
建築中的中國館（2009年）

中华艺术宫的前身上海美术馆创建于1956年，建成之初位于上海市南京西路456号。2000年3月18日迁至南京西路325号，旧上海十里洋场的跑马场总会大厦原址。展厅面积5800平方米以上，藏品达1.4万件。但因面积太小，发展受到限制。
2010年上海世博会中国馆又名“东方之冠”，始建于2007年12月18日，于2010年2月8日建成。在2010年上海世博会结束后被保留。
2011年8月23日，中共上海市委、上海市人民政府正式决定，选址中国馆改建为中华艺术宫。2011年11月13日，上海市人民政府新闻发布会宣布将在世博会中国馆原址建设中华艺术宫，并将作为上海美术馆的新址。一度引发部分上海文化界人士争议，提出新馆址缺乏历史文化底蕴、不够专业、远离文化核心区，搬迁过程过于匆忙、缺乏详细论证等质疑。
2012年10月1日，中华艺术宫与在2010年上海世博会城市未来馆原址改建而成的上海当代艺术博物馆同日开馆。2012年12月31日，上海美术馆原址正式闭馆。

## 展览

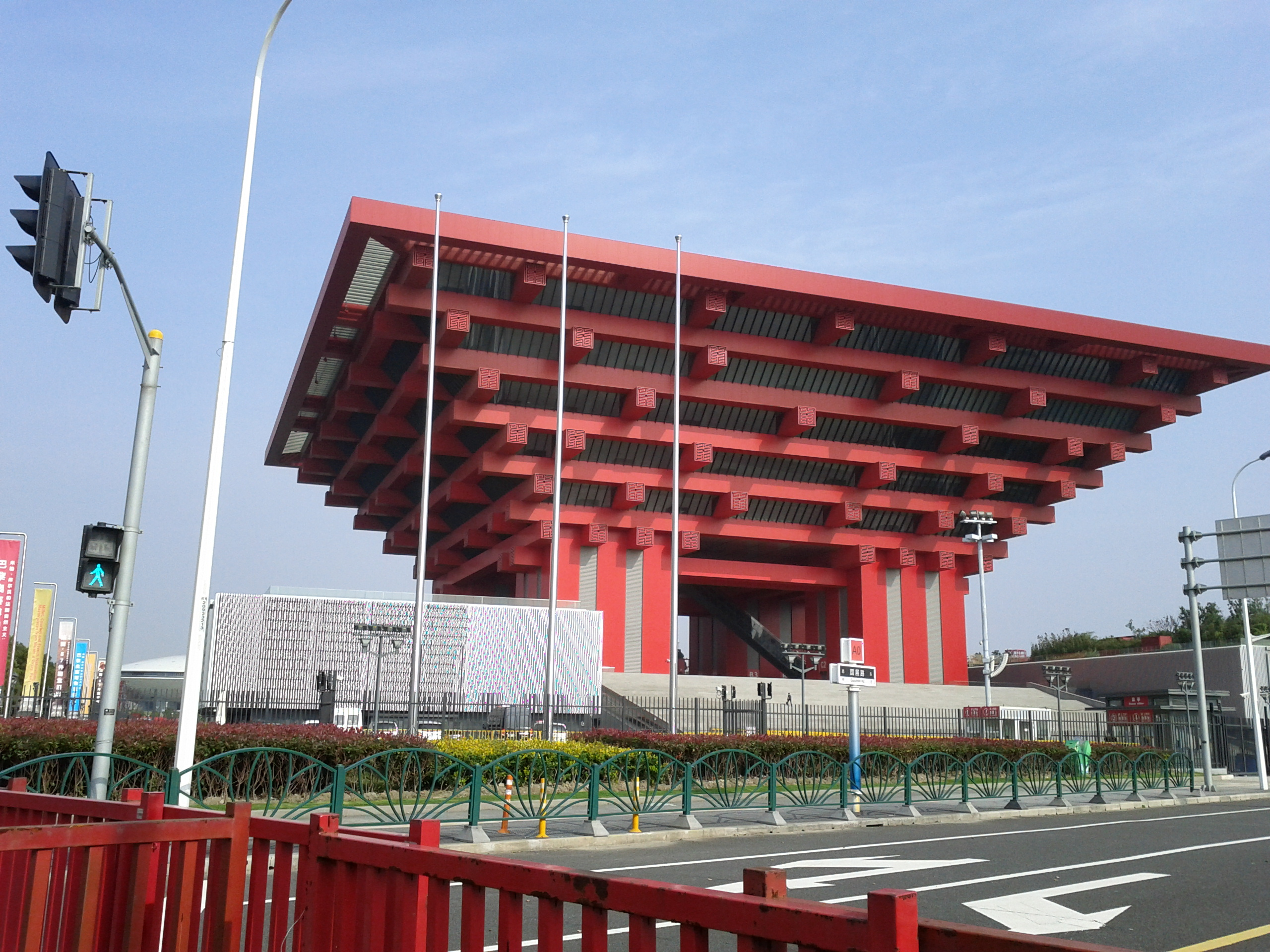
中华艺术宫外景

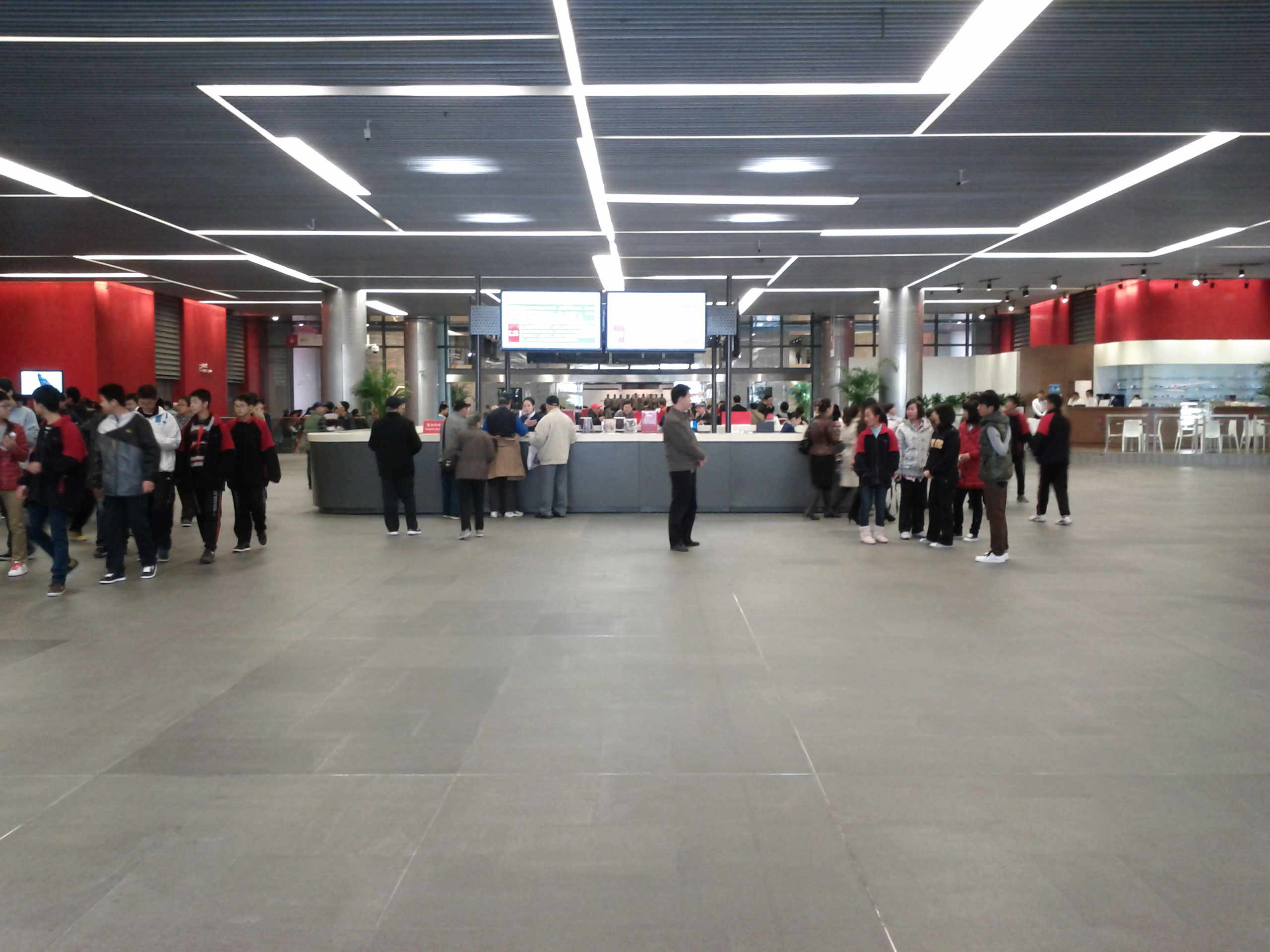
中华艺术宫内景

中华艺术宫展示面积达6.4万平方米，展厅27个。现有四大基本陈列，以中国近现代艺术为主，此外还不定期举办不同主题的特展。

### 基本陈列

#### 海上生明月——中国近现代美术之源
“海上生明月——中国近现代美术之源”自2012年10月1日开馆起长期陈列，位于中华艺术宫49米层和41米层的7个展厅。主要展示自清末以来的上海近现代美术史上的作品，展品以原上海美术馆的藏品为主，又从私人收藏机构借展了一定数量的展品。展览按时间分成三段，共计十大单元，按照以“海上画派”为核心的近现代美术发展历程展开展现了1950年至2000年间上海美术的发展。

#### 上海历史文脉美术创作工程成果展
“上海历史文脉美术创作工程成果展”自开馆当日起长期陈列于博物馆0米层的两个展厅。该创作工程及展览用美术的形式，以上海的人文历史为主线，以人物、事件、风俗、建筑等为切入点，艺术地展现上海包括文化名人、文化现象、文化景观在内的历史文化脉络。

#### 名家艺术陈列专馆
“名家艺术陈列专馆”长期陈列于博物馆0米层的三个展厅。展品为在中国近现代美术史上有重要艺术成就，为中国美术事业作出突出贡献，且有作品完整捐献给国家机构的全球华人艺术家的作品。开馆之后第一期展出包括贺天健、林风眠、关良、滑田友、谢稚柳、吴冠中和程十发在内的七名艺术家的超过300件作品。

#### 锦绣中华——行进中的新世纪中国美术
“锦绣中华——行进中的新世纪中国美术”自开馆日起在0米层两个展厅展览至2013年9月30日，展厅面积约2500平方米，展览作品包括260余位艺术家创作的200余件架上作品，50余件雕塑作品。所有展品均为2000年之后创作，通过中国画、油画、版画、水彩（粉）及雕塑等多种美术门类展现中国当代社会的变迁及中国的自然和人文风貌。

### 特别展览
中华艺术宫还不定期举办各种主题特展，已举办的特展已有十余场。
例如与法国奥赛博物馆的“米勒、库尔贝和法国自然主义：巴黎奥赛博物馆珍藏”特展，展出了奥赛博物馆珍藏的19世纪中后期到20世纪早期米勒、库尔贝等艺术家的包括《拾穗》等在内的87件油画精品。
以及第二届上海影像展，展出了从100多位艺术家参选的4000幅作品中精选出的近300幅各种题材的摄影作品。

## 参观

### 开放时间
- 星期二至星期日每日9:00至18:00（17:00停止入场）
- 星期一闭馆（国家法定节假日除外）[23]

### 门票
- 常设展览：免费参观
- 特展：人民币20元[23]

### 交通信息
中华艺术宫位于上海市浦东新区上南路205号。
- 地铁线路：上海轨道交通7号线耀华路站、上海轨道交通8号线中华艺术宫站
- 公交线路：82路、734路、786路、974路、314路、83路、164路、177路、314路、454路、576路、818路、978路、隧道一线、大桥一线、周南线[24]

## 图集

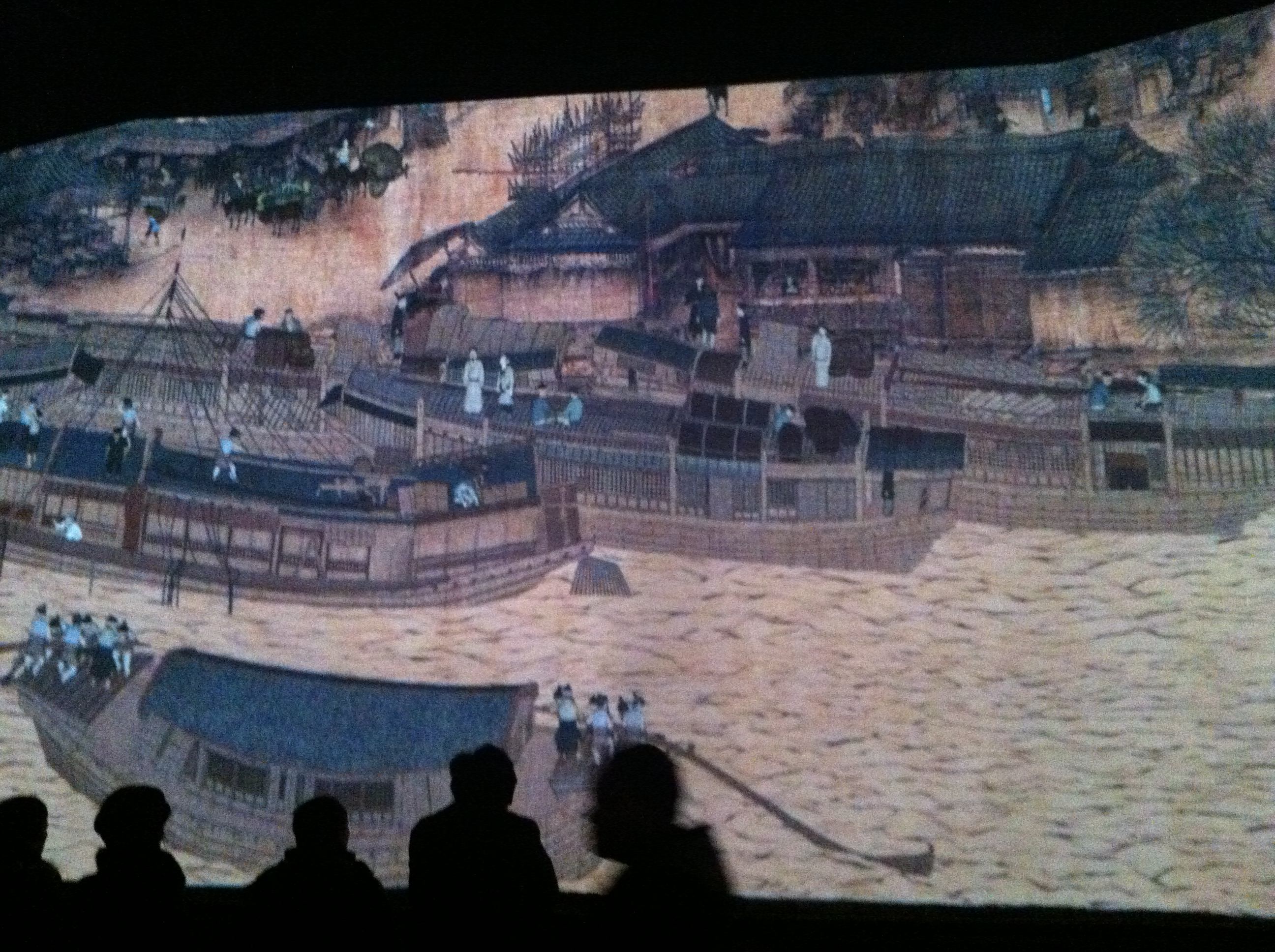
電子動態版《清明上河圖》
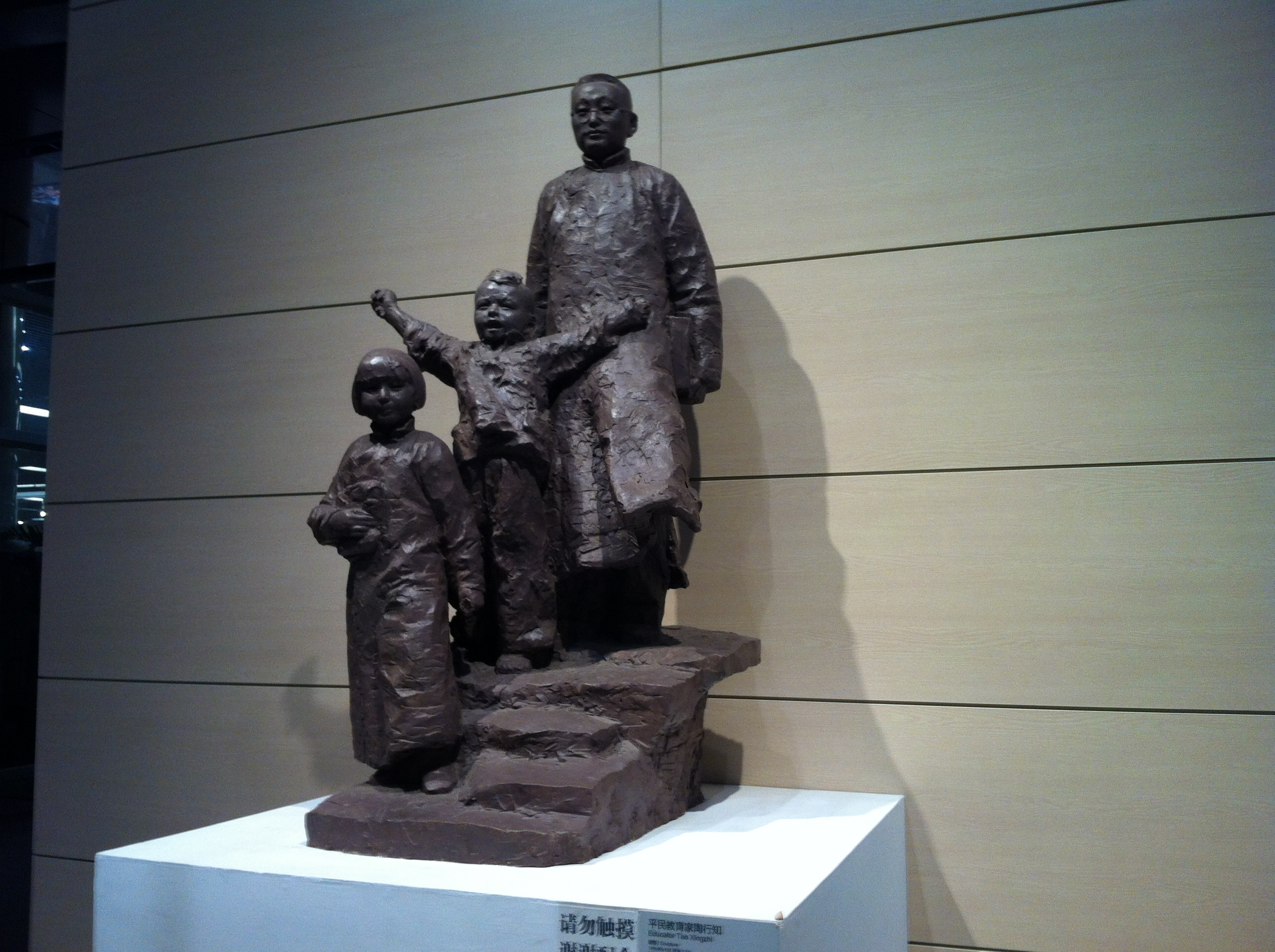
陶行知塑像
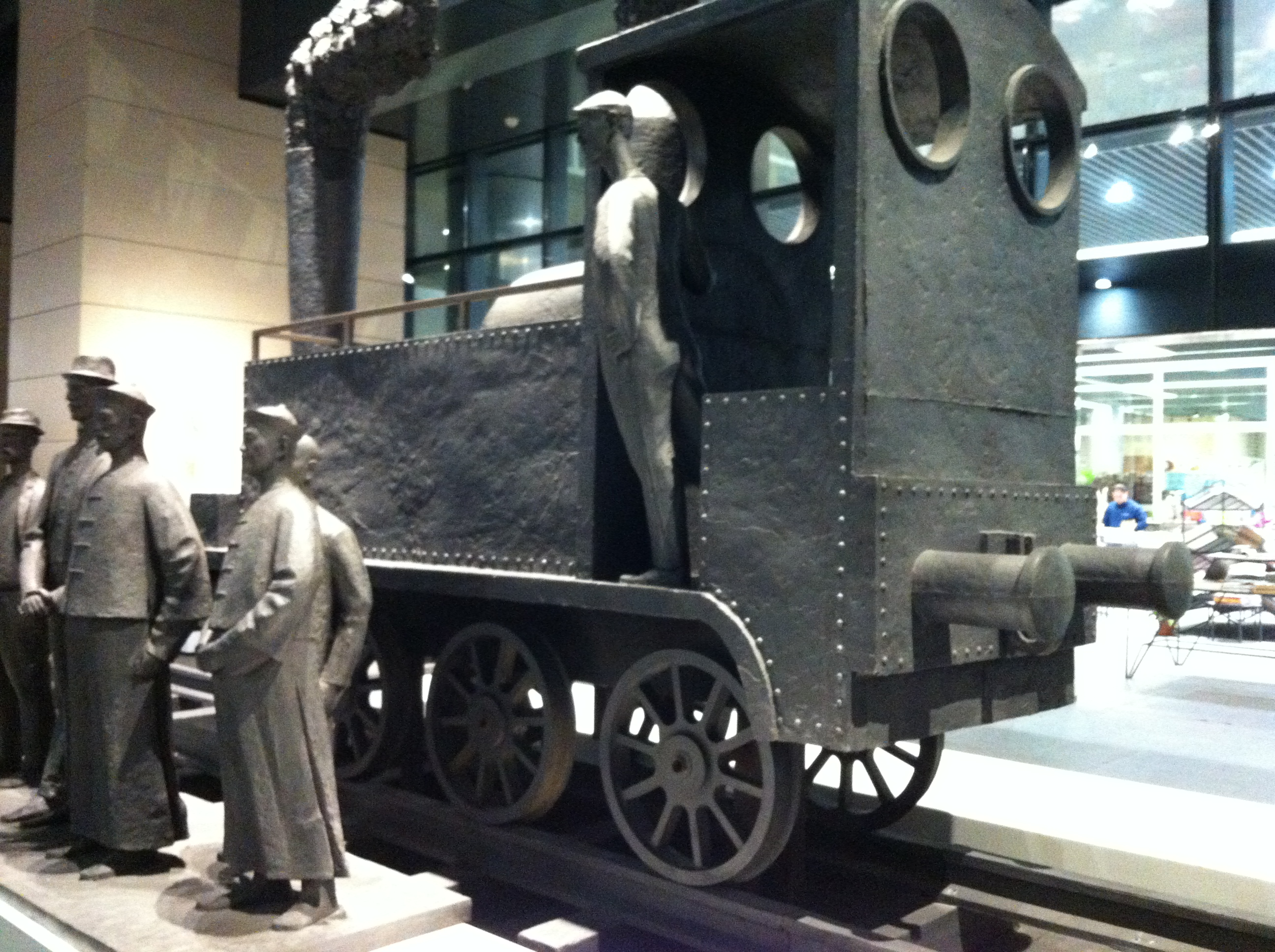
火车塑像
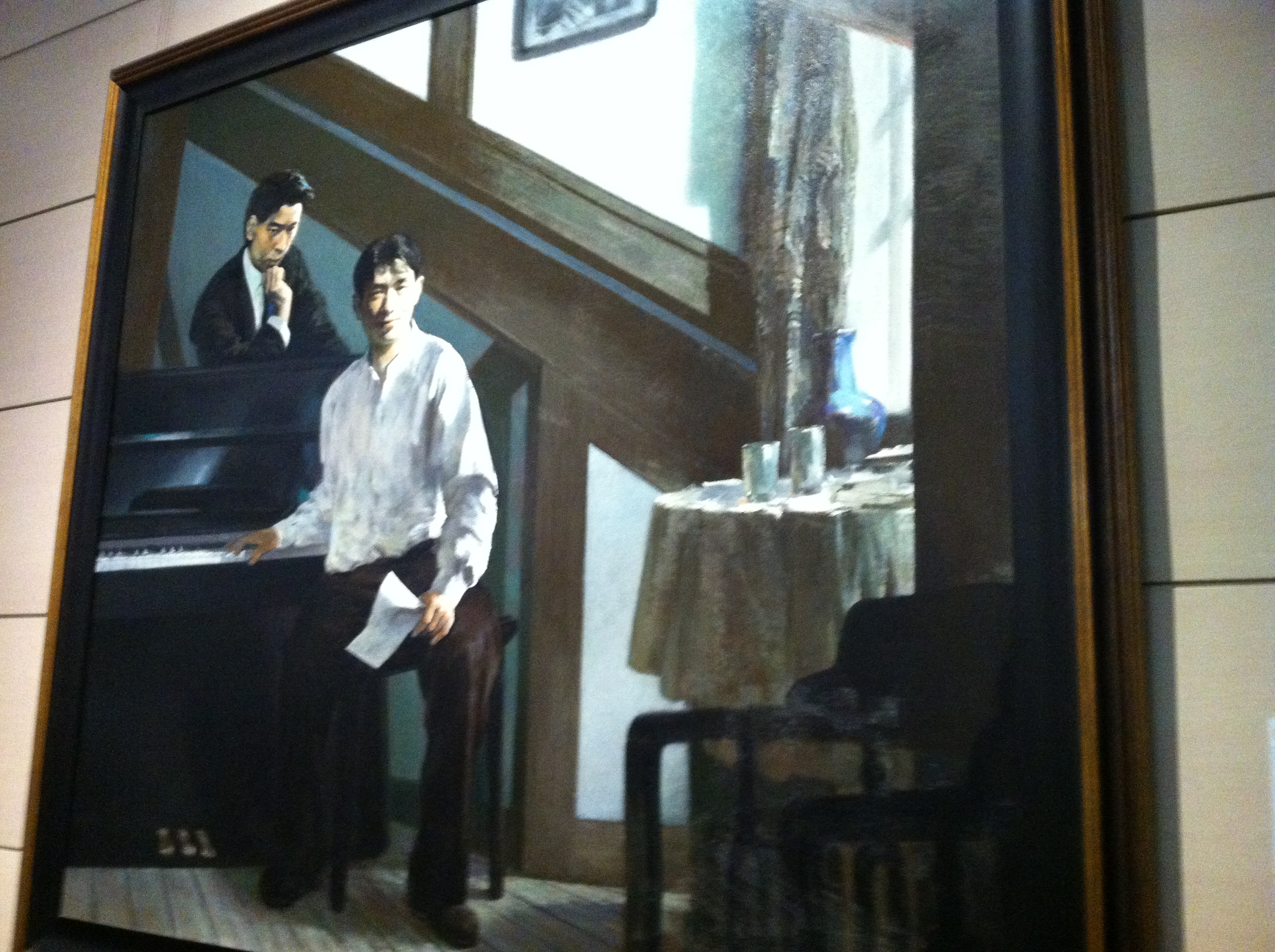
油画《聂耳与田汉》
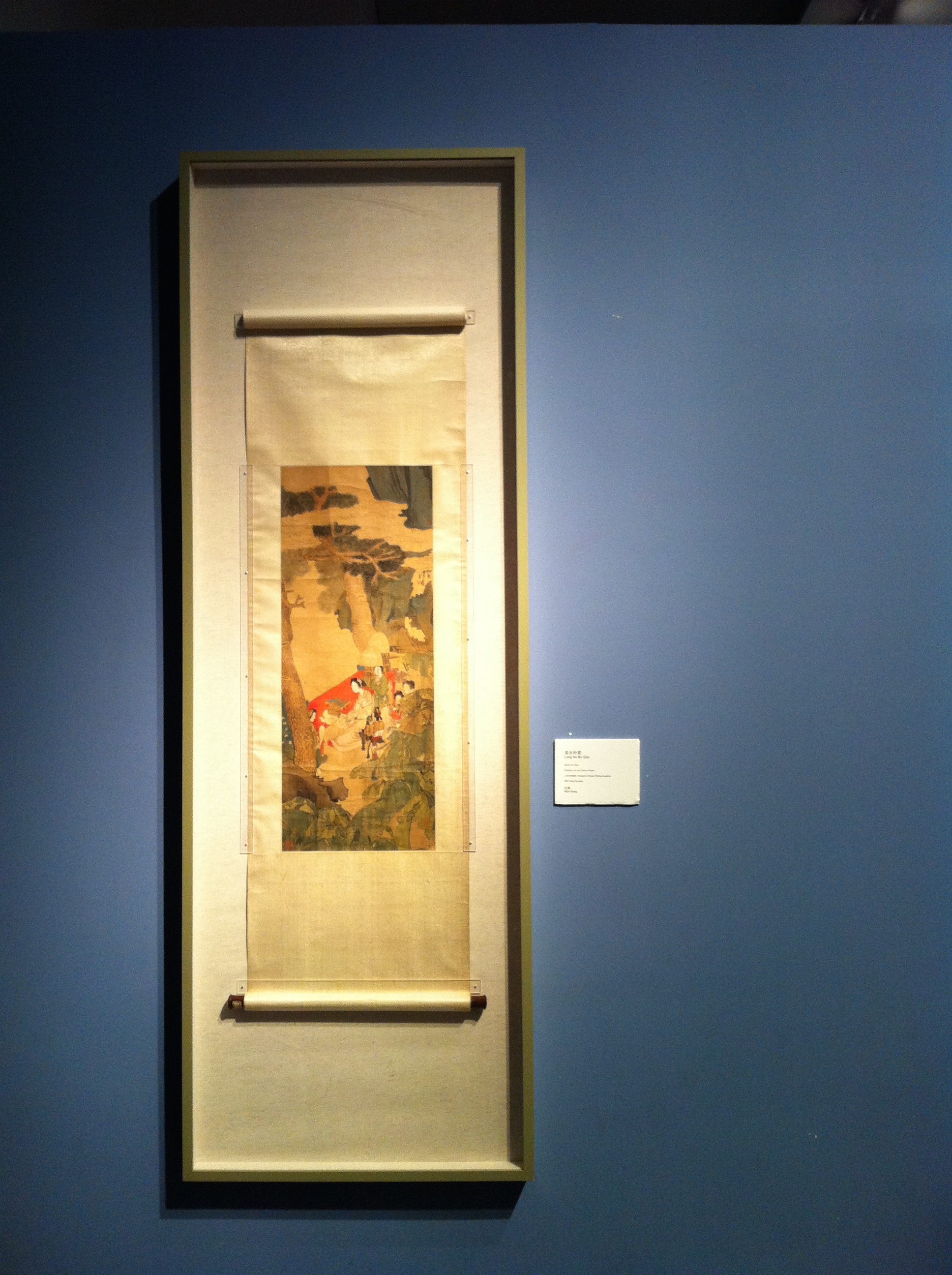
油画作品
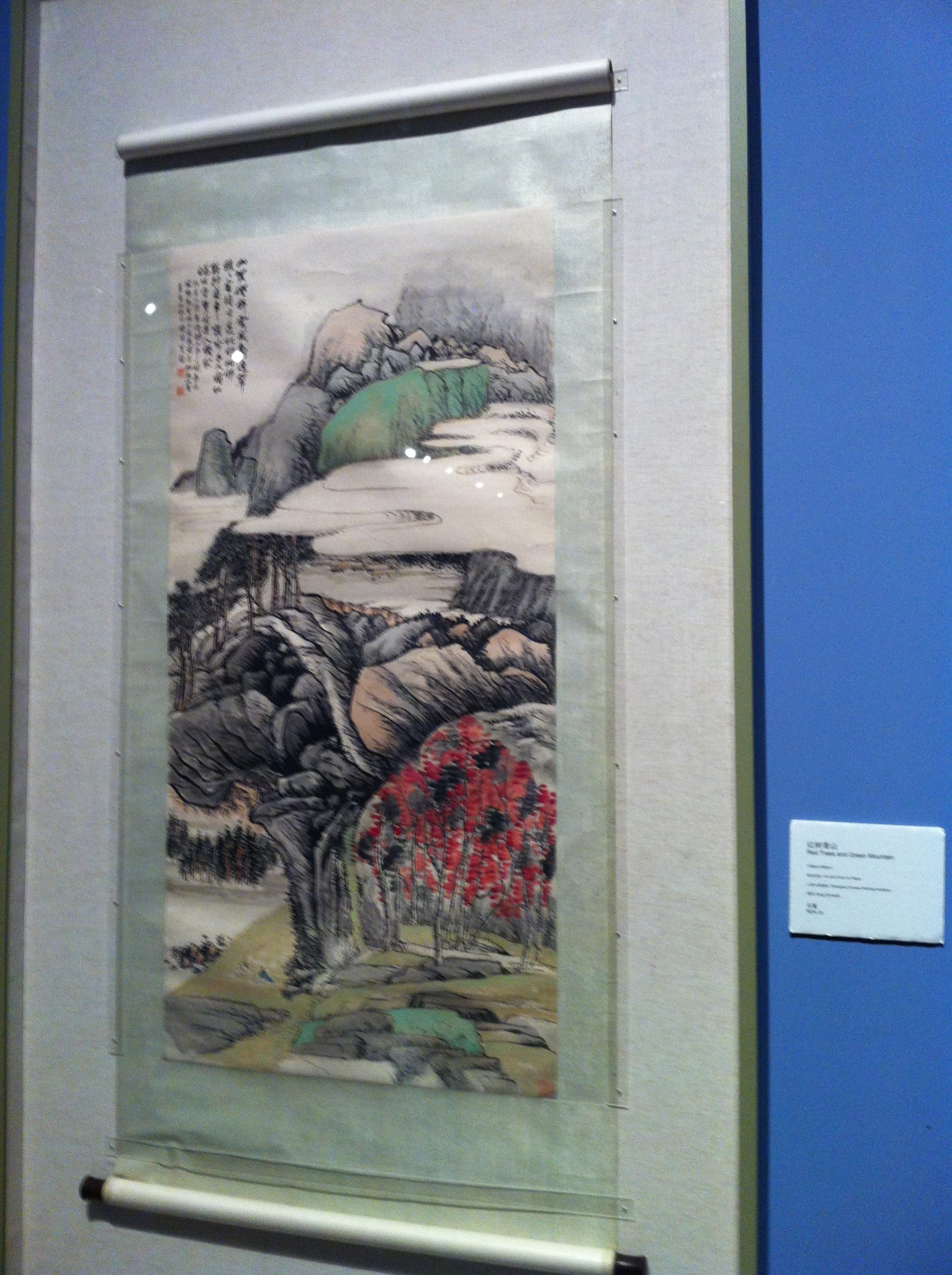
油画作品
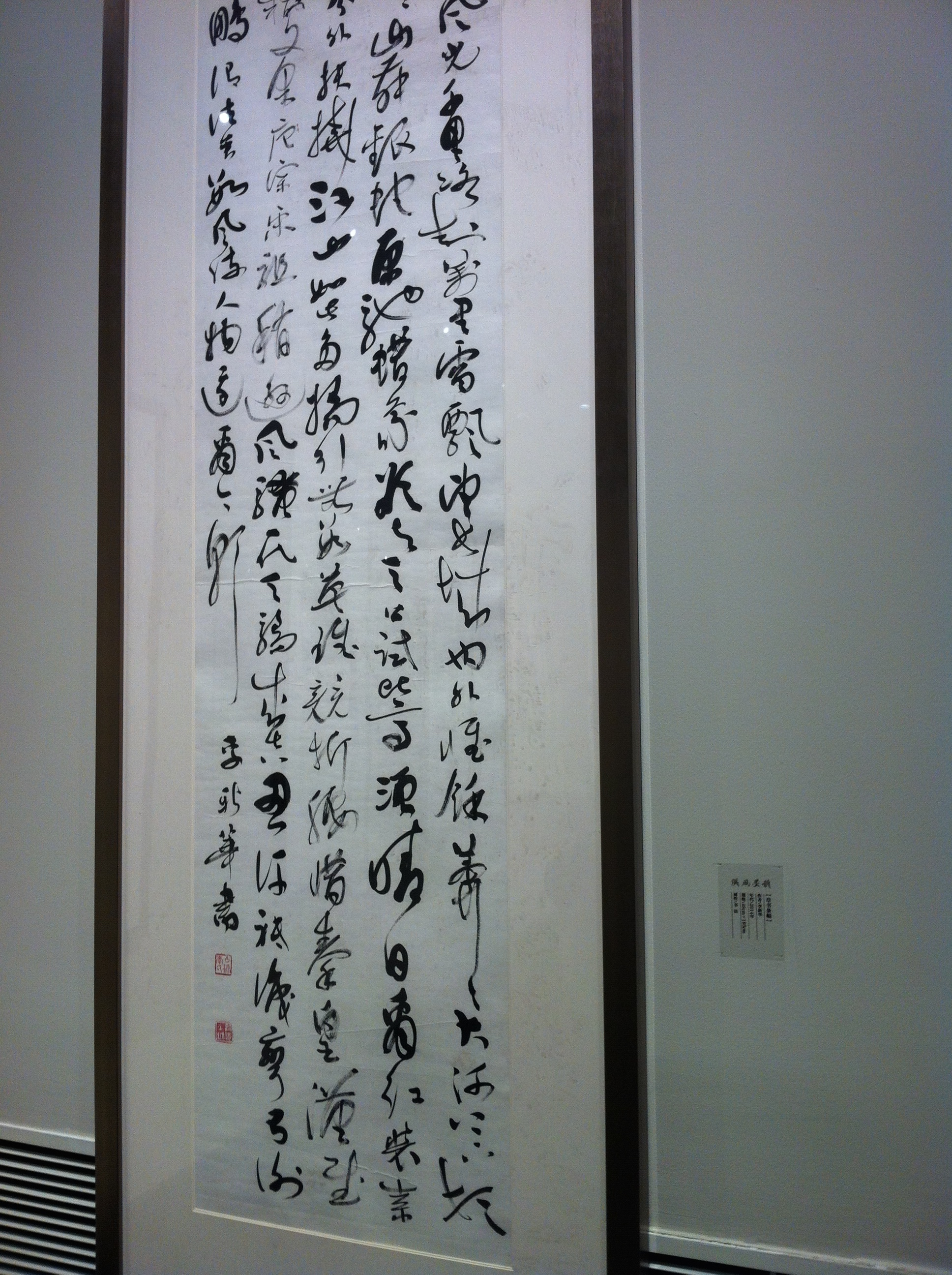
书画作品
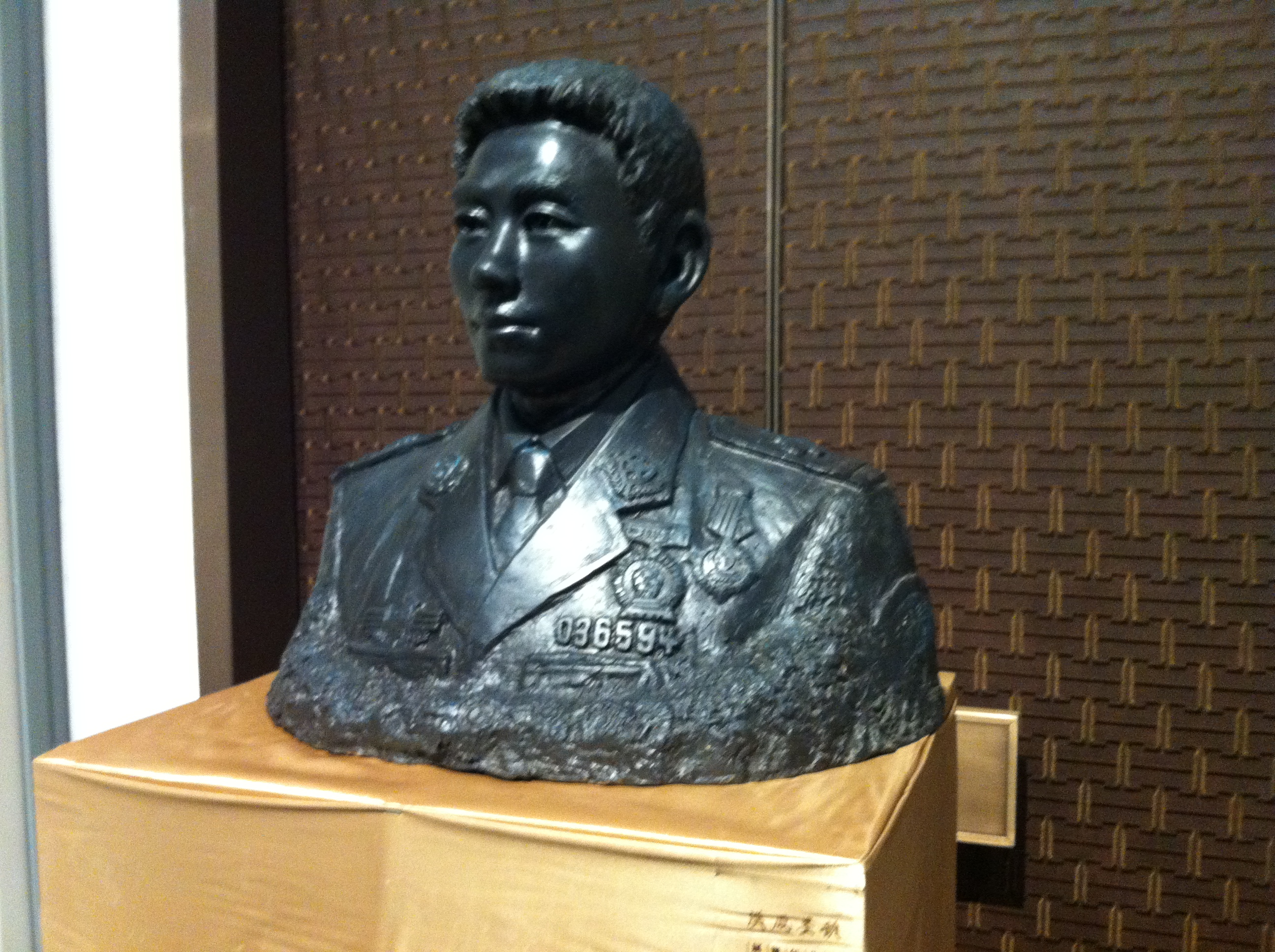
人民警察塑像
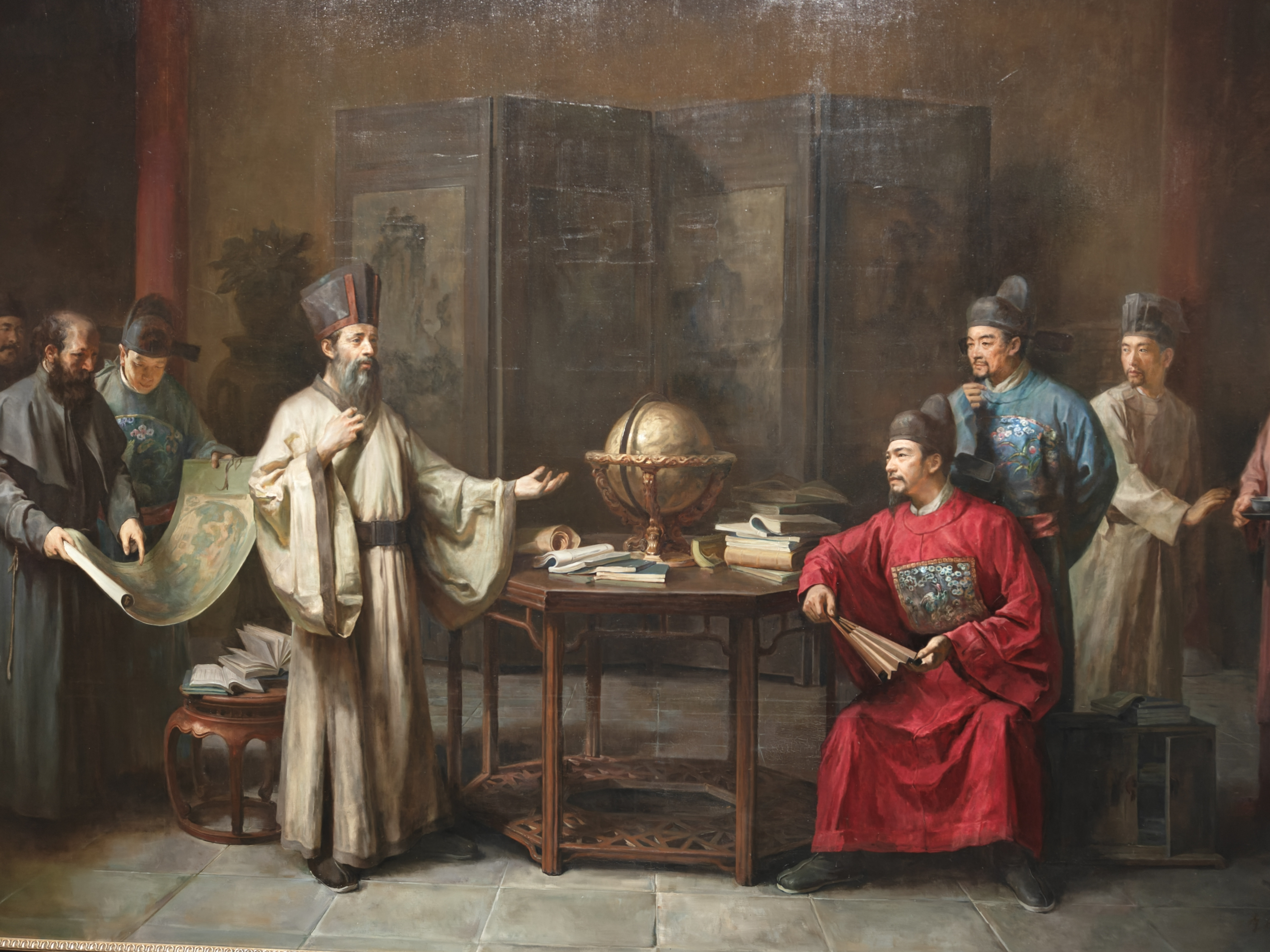
油画《对话——利玛窦和徐光启的文化盟约》